# トータルメディアコミュニケーション
トータルメディアコミュニケーション (Total Media Communication) は、東京都にあるドラマ制作を主とした制作プロダクション。

## 主な制作番組

### 連続ドラマ
- ナースマン（2002年1月期 NTV）
- お義母さんといっしょ（2003年1月期 CX）
- すいか（2003年7月期 NTV）
- ナースマンがゆく（2004年10月期 NTV）
- 野ブタ。をプロデュース（2005年10月期）
- ラブ・コレ 東京Love Collection（2005年 GyaO）
- ラブ・コレ2 東京Love Collection（2006年 GyaO）
- マイ☆ボス マイ☆ヒーロー（2006年7月期 NTV）
- セクシーボイスアンドロボ（2007年4月期 NTV）
- 山田太郎ものがたり（2007年7月期 TBS）
- ハリ系（2007年10月期 NTV）
- 1ポンドの福音（2008年1月期 NTV）
- ホカベン（2008年4月期 NTV）
- キイナ〜不可能犯罪捜査官〜（2009年1月期 NTV）
- KOI☆AGE〜恋するアゲハ〜（2009年5月配信 BeeTV）
- 華麗なるスパイ（2009年7月期 NTV）
- 連続ドラマ小説 木下部長とボク（2010年1月期 ytv）
- ハガネの女（2010年5月 EX）
- 美丘（2010年7月期 NTV）
- Q10（2010年10月期 NTV）
- ハガネの女 season2（2011年4月期 EX）
- 妖怪人間ベム（2011年10月期 NTV）
- クレオパトラな女たち（2012年4月期 NTV）
- パーフェクト・ブルー（2012年10月期 TBS）
- 泣くな、はらちゃん（2013年1月期 NTV）
- 地獄先生ぬ〜べ〜（2014年10月期 NTV）
- ラストコップ（2015年6月配信 hulu）
- 臨床犯罪学者 火村英生の推理（2016年1月期 NTV）
- ラストコップ（2016年10月期 NTV）
- 吾輩の部屋である（2017年10月期 NTV）
- 〇〇な人の末路（2018年4月期 NTV）
- 部活、好きじゃなきゃダメですか?（2018年10月期 NTV）
- あなたの番です（2019年4月期 NTV）
- サイン -法医学者 柚木貴志の事件-（2019年7月期 EX）
- あなたの番ですー反撃編ー（2019年7月期 NTV）
- やめるときも、すこやかなるときも（2020年1月期 NTV）
- 私たちはどうかしている（2020年7月期 NTV）
- 24 JAPAN（2020年10月期 EX）
- コントが始まる（2021年4月期 NTV）
- 真犯人フラグ(2021年10月期 NTV)
- 真犯人フラグ 真相編 (2022年1月期 NTV)
- 泳げ!ニシキゴイ (2022年7月期 NTV)
- 僕らのいる先は（2022年9月配信 YouTube）
- リバーサルオーケストラ（2023年1月期 NTV）
- 単身花日（2023年10月期EX）
- 厨房のありす（2024年1月期NTV）
- 若草物語-恋する姉妹と恋せぬ私-（2024年10月期NTV）
- 恋は闇（2025年４月期NTV）

### スペシャルドラマ
- 天国のダイスケへ〜箱根駅伝が結んだ絆〜（2003年1月 NTV）
- 神様、何するの（2003年12月 CX）
- 箱根湯河原温泉交番シリーズ
- P&Gパンテーンドラマスペシャル 冬空に月は輝く（2004年2月11日 CX）
- 松本清張ドラマスペシャル 「黒の回廊」（2004年 NTV）
- 松本清張ドラマスペシャル 「証言」（2004年 EX）
- ココリコミラクルタイプドラマスペシャル こんな女は嫌われる!?SP（2005年・2006年1月 CX）
- 火垂るの墓-ほたるのはか-（2005年11月 NTV）
- 松本清張ドラマスペシャル「共犯者」（2006年）
- シェイクスピアドラマ 王様の心臓〜リア王より〜（2007年4月 NTV）
- 黒澤明ドラマスペシャル・生きる（2007年9月 EX）
- 火星から来た蜘蛛の群れとグラマラスエンジェル（2007年9月 CX）
- ドラマスペシャル・課長島耕作（2008年6月 NTV）
- ドラマスペシャル・課長島耕作2-香港の誘惑-（2008年10月）
- サザンオールスターズ30th×日本テレビ55th 33曲連作ドラマスペシャル・the波乗りレストラン（2008年11月 NTV）
- 笑う女優（2010年1月 NTV）
- しぇいけんBABY! -Shakespeare Syndrome-（2010年1月 CX）
- デカ007（2010年4月 NTV）
- 桜からの手紙 〜AKB48 それぞれの卒業物語〜（2011年2月 NTV）
- リバース〜警視庁捜査一課チームZ〜（2013年4月5日 NTV）
- ティファニードラマスペシャル 夏の終わりに、恋をした。（2014年9月26日 CX）
- NTV×hulu共同製作 金曜ロードSHOW!特別ドラマスペシャル ラストコップ（2015年6月19日 NTV）
- 金曜プレミアム・誘拐ミステリー超傑作 法月綸太郎 一の悲劇（2016年9月23日 CX）
- スーパープレミアム 花嵐の剣士 〜幕末を生きた女剣士・中澤琴〜（2017年1月14日 NHKBS）
- 不甲斐ないこの感性を愛してる（2019年3月31日 CX）
- 臨床犯罪学者 火村英生の推理2019 スペシャルドラマ「ABCキラー」編（2019年9月29日 NTV）
- 臨床犯罪学者 火村英生の推理2019 Huluオリジナルストーリー「狩人の悪夢」前・後編
- THE MYSTERY DAY〜有名人連続失踪事件の謎を追え〜（2023年10月7日 NTV）

### 映画
- ワーキング・ホリデー（2012年11月17日公開）
- 映画　妖怪人間ベム（2012年12月15日公開）
- ラストコップ THE MOVIE（2017年5月3日公開）
- あなたの番です 劇場版（2021年12月10日公開）

### その他
- ブログタイプ
- しのぶ・まさみshow'05 恋してラララ
- Music Video EDGE of LIFE「Summer Shade」
- 木下工務店「木下の介護」CM
- Music Video KAT-TUN「薫」
- ブラを捨て旅に出よう ～水原希子の世界一周ひとり旅～ Hulu
- エナジードリンク「KIIVA」CM
- 東京ビルメンテナンス協会 ビルメンテナンス講習動画
- 美容室「little」PRドラマ
- SUPER EIGHTコンセプトムービー『超未来音楽戦士SUPER EIGHT』
- 日本ダービー2025 いま頂点へ